# Geositta rufipennis
Mineiro-d'asa-ruiva ou curriqueiro-ruivo (Geositta rufipennis) é uma espécie de ave da família Furnariidae.
Pode ser encontrada nos seguintes países: Argentina, Bolívia e Chile.
Os seus habitats naturais são: matagal tropical ou subtropical de alta altitude e campos de altitude subtropicais ou tropicais.